# Red River megye (Texas)
Red River megye az Amerikai Egyesült Államokban, azon belül Texas államban található. Megyeszékhelye és legnagyobb városa Clarksville. Lakosainak száma 11 587 fő (2020. április 1.). Red River megye Bowie, Delta, Titus, Morris, Franklin, Lamar, Choctaw és McCurtain megyékkel határos.

## Népesség
A megye népességének változása:
| Lakosok száma | 12 851 | 12 692 | 12 696 | 12 470 | 12 455 | 11 587 |
|               | 2010   | 2011   | 2012   | 2013   | 2015   | 2020   |